# Die Heimat

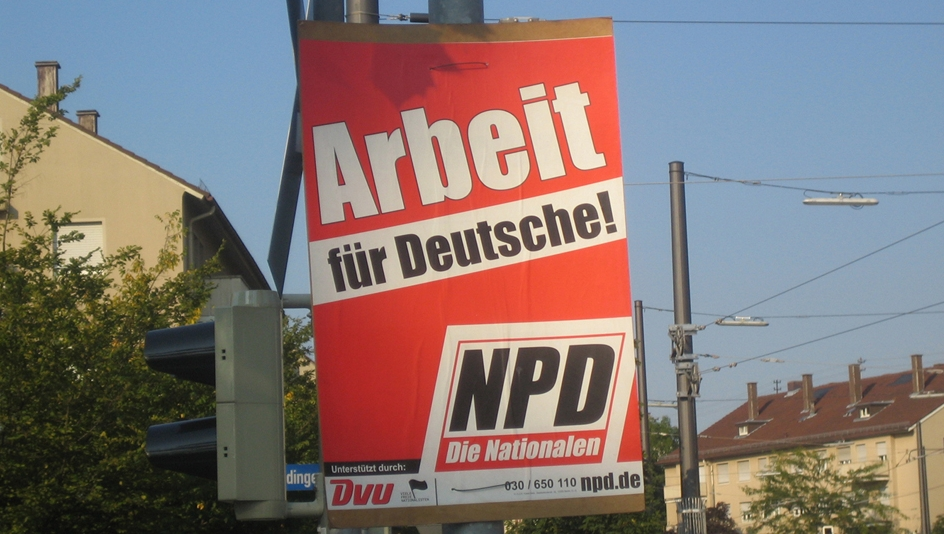
Plakat wyborczy NPD z 2005 r.

Die Heimat (z niem. Ojczyzna, dawniej Nationaldemokratische Partei Deutschlands – Die Volksunion, NPD – Die Volksunion, z niem. Narodowodemokratyczna Partia Niemiec – Unia Ludowa) – niemiecka partia o programie neonazistowskim i skrajnie prawicowym, jest kontynuatorką istniejącej w latach (1950–1964) Niemieckiej Partii Rzeszy. Założona 28 listopada 1964 w Hanowerze, z połączenia kilku mniejszych partii. NPD liczy ok. 7000 członków (2006). Organem prasowym partii jest Deutsche Stimme (gazeta była do 2005 drukowana w Polsce). Skandal finansowy doprowadził partię pod koniec 2008 roku na skraj bankructwa.

## Program
W swoim programie postuluje m.in. rewizje granic międzypaństwowych, m.in. z Polską oraz docenienie socjalnego dorobku III Rzeszy. Celem NPD jest również zmiana konstytucji, bezpośrednie wybory prezydenckie, renegocjacja układów międzynarodowych, referendum w sprawie członkostwa w UE i przywrócenie marki niemieckiej. NPD dąży do wprowadzenia demokracji wzorowanej na szwajcarskich kantonach, które posiadają bardzo szeroką autonomię. 
NPD co roku uczestniczy w marszach upamiętniających ofiary bombardowań Drezna.

## Wyniki wyborcze

Rozkład głosów na NPD w wyborach parlamentarnych w 2013

Partia nigdy nie miała swojego klubu w Bundestagu. Najbliżej przekroczenia progu wyborczego w wysokości 5% była w roku 1969, gdy zdobyła 4.3% głosów. W wyborach w 2009 roku zdobyła tylko 1,5% głosów, mniej niż Niemiecka Partia Piracka. W wyborach w 2013 uzyskała poparcie 1,3% głosujących. Było ono największe w okręgach wyborczych graniczących z Republiką Czeską oraz Polską, tj. w Sächsische Schweiz-Osterzgebirge (5,1%), Mecklenburgische Seenplatte I – Vorpommern-Greifswald II (4,6%) oraz w Görlitz (4,2%).
Najlepszy wynik w wyborach do lokalnych parlamentów NPD odniosło w roku 1968 zdobywając 9,8% głosów w wyborach do Landtagu Badenii-Wirtembergii. W 2004 NPD zdobyła wspólnie z DVU 9,2% w wyborach do parlamentu Saksonii i wprowadziła 12 posłów, z których jedna trzecia opuściła szeregi tego klubu jeszcze przed zakończeniem kadencji. W kolejnych lokalnych wyborach nie wiodło się NPD już tak dobrze: nie udało się jej wprowadzić ani jednego reprezentanta do lokalnych parlamentów Saary, Turyngii i Hamburga (2004), Nadrenii Północnej-Westfalii i Szlezwika-Holsztynu (2005) oraz Nadrenii-Palatynatu, Berlina i Badenii-Wirtembergii (2006). 6 posłów udało się natomiast wprowadzić w 2005 do 71-osobowego parlamentu Meklemburgii-Pomorza Przedniego.
7 czerwca 2009 NPD odniosła sukces w wyborach komunalnych do rad miast w krajach związkowych: Saksonii, Meklemburgii-Pomorzu Przednim, Saksonii-Anhalt, Turyngii, Badenii-Wirtembergii, Nadrenii-Palatynacie i w Kraju Saary zdobywając ponad 100 mandatów radnych.
W 2009 „pakt Niemcy” z DVU został zerwany. Rada Federalna NPD przegłosowała, że wystawi samodzielną listę w wyborach do Landtagu Brandenburgii, Turyngii, Saksonii i Saary.
Po negocjacjach lider NPD Udo Voigt zgodził się jedynie na wspólny start z DVU w wyborach do parlamentu Kraju Związkowego Brandenburgii. 
W 2009 w wyborach do landtagu Saksonii NPD uzyskała 5,6% głosów wyborców.
W wyborach do Parlamentu Europejskiego (2014) partia uzyskała 1,03% głosów, co zapewniło jej jednego europosła.

## Próby delegalizacji partii
W 2003 Federalny Trybunał Konstytucyjny umorzył postępowanie o delegalizację partii wszczęte na wniosek rządu uzasadniając to tym, że działalność NPD była w dużej części inspirowana przez agentów Federalnego Urzędu Ochrony Konstytucji w kierownictwie partii i nie sposób było odróżnić działań partii od działań wywiadu. Zamiar rozważenia ponownego złożenia przez współrządzące SPD wniosku o delegalizację partii NPD zasugerował przewodniczący Kurt Beck. Miesiąc wcześniej za takim rozwiązaniem opowiedział się także szef frakcji socjaldemokratów w Bundestagu Peter Struck.
Centralna Rada Żydów w Niemczech domaga się delegalizacji partii NPD.
Kolejny spór o delegalizacje NPD wybuchł pod koniec listopada 2011 roku po rozbiciu skrajnie prawicowej organizacji terrorystycznej Nationalsozialistischer Untergrund.

## Finansowanie
Z tytułu dostania się do Landtagu w Schwerinie i stworzenia własnej frakcji z państwowego budżetu NPD otrzymywała rocznie 600 tys. euro.
Oskarżony o oszustwa finansowe i defraudację skarbnik partii Erwin Kremna został aresztowany i postawiony przed sądem za wyprowadzanie pieniędzy z subwencji do sieci prywatnych firm. W maju 2008 Sąd Administracyjny w Berlinie nakazał partii zwrot ponad 850 000 €, których ekwiwalent partia otrzymała pod koniec lat dziewięćdziesiątych.
23 stycznia 2024 Federalny Trybunał Konstytucyjny orzekł, że partia nie może być finansowana z państwowych środków przez okres sześciu lat.

## Akcja plakatowa „Zatrzymać polską inwazję”
„Zatrzymać polską inwazję”, niem. Poleninvasion stoppen to hasło wykorzystywane w akcji plakatowej NPD. Plakaty wywieszono przy granicy z Polską, np. w Löcknitz i Görlitz, prawdopodobnie po raz pierwszy w maju 2009. Sąd w Greifswaldzie nakazał zwrócić NPD usunięte plakaty i zezwolić na ich wieszanie. Później sąd wyższej instancji uznał, że plakaty podżegają do nienawiści i zakazał ich wieszania.

## Walka o władzę w partii
Podczas zjazdu 4 kwietnia 2009 Udo Pastörs (deputowany i szef frakcji NPD w Landtagu Meklemburgii-Pomorza Przedniego) wystąpił przeciwko Udo Voigtowi jako kandydat na szefa NPD, jednak przegrał w głosowaniu.
Z NPD w wyniku sporów wcześniej odeszło 4 deputowanych (Klaus Baier, Klaus-Jürgen Menzel, Mirko Schmidt i Jürgen Schön) do Landtagu Saksonii.

## Tabela z wynikami w wyborach do Landtagów
|      | BW   | BY   | BE   | BR   | HB   | HH   | HE   | MV   | NI   | NW   | RP   | SL   | SN   | ST   | SH   | TH   |
| ---- | ---- | ---- | ---- | ---- | ---- | ---- | ---- | ---- | ---- | ---- | ---- | ---- | ---- | ---- | ---- | ---- |
| 1965 | b.d. |      |      |      |      |      |      |      |      |      |      | b.d. |      |      |      |      |
| 1966 |      | 7,4% |      |      |      | 3,9% | 7,9% |      |      |      |      |      |      |      |      |      |
| 1967 |      |      | b.d. |      | 8,8% |      |      |      | 7,0% |      | 6,9% |      |      |      | 5,8% |      |
| 1968 | 9,8% |      |      |      |      |      |      |      |      |      |      |      |      |      |      |      |
| 1969 |      |      |      |      |      |      |      |      |      |      |      |      |      |      |      |      |
| 1970 |      | 2,9% |      |      |      | 2,7% | 3,0% |      | 3,2% | 1,1% |      | 3,4% |      |      |      |      |
| 1971 |      |      | b.d. |      | 2,8% |      |      |      |      |      | 2,7% |      |      |      | 1,3% |      |
| 1972 | b.d. |      |      |      |      |      |      |      |      |      |      |      |      |      |      |      |
| 1973 |      |      |      |      |      |      |      |      |      |      |      |      |      |      |      |      |
| 1974 |      | 1,1% |      |      |      | 0,8% | 1,0% |      | 0,6% |      |      |      |      |      |      |      |
| 1975 |      |      | b.d. |      | 1,1% |      |      |      |      | 0,4% | 1,1% | 0,7% |      |      | 0,5% |      |
| 1976 | 0,9% |      |      |      |      |      |      |      |      |      |      |      |      |      |      |      |
| 1977 |      |      |      |      |      |      |      |      |      |      |      |      |      |      |      |      |
| 1978 |      | 0,6% |      |      |      | 0,3% |      |      | 0,4% |      |      |      |      |      |      |      |
| 1979 |      |      | b.d. |      | 0,4% |      |      |      |      |      | 0,7% |      |      |      | 0,2% |      |
|      | BW   | BY   | BE   | BR   | HB   | HH   | HE   | MV   | NI   | NW   | RP   | SL   | SN   | ST   | SH   | TH   |
| 1980 | 0,1% |      |      |      |      |      |      |      |      | b.d. |      | b.d. |      |      |      |      |
| 1981 |      |      | b.d. |      |      |      |      |      |      |      |      |      |      |      |      |      |
| 1982 |      | 0,6% |      |      |      | b.d. | b.d. |      | b.d. |      |      |      |      |      |      |      |
| 1983 |      |      |      |      | b.d. |      | b.d. |      |      |      | 0,1% |      |      |      | b.d. |      |
| 1984 | b.d. |      |      |      |      |      |      |      |      |      |      |      |      |      |      |      |
| 1985 |      |      | b.d. |      |      |      |      |      |      | b.d. |      | 0,7% |      |      |      |      |
| 1986 |      | 0,5% |      |      |      | b.d. |      |      | b.d. |      |      |      |      |      |      |      |
| 1987 |      |      |      |      | b.d. | b.d. | b.d. |      |      |      | 0,8% |      |      |      | b.d. |      |
| 1988 | 2,1% |      |      |      |      |      |      |      |      |      |      |      |      |      | 1,2% |      |
| 1989 |      |      | b.d. |      |      |      |      |      |      |      |      |      |      |      |      |      |
| 1990 |      | b.d. | b.d. | 0,1% |      |      |      | 0,2% | 0,2% | 0,0% |      | 0,2% | 0,7% | b.d. |      | 0,2% |
| 1991 |      |      |      |      | b.d. | b.d. | b.d. |      |      |      | b.d. |      |      |      |      |      |
| 1992 | 0,9% |      |      |      |      |      |      |      |      |      |      |      |      |      | b.d. |      |
| 1993 |      |      |      |      |      | b.d. |      |      |      |      |      |      |      |      |      |      |
| 1994 |      | 0,1% |      | b.d. |      |      |      | 0,1% | 0,2% |      |      | b.d. | b.d. |      |      | b.d. |
|      | BW   | BY   | BE   | BR   | HB   | HH   | HE   | MV   | NI   | NW   | RP   | SL   | SN   | ST   | SH   | TH   |
| 1995 |      |      | b.d. |      | 0,1% |      | 0,3% |      |      | b.d. |      |      |      |      |      |      |
| 1996 | b.d. |      |      |      |      |      |      |      |      |      | 0,4% |      |      |      | b.d. |      |
| 1997 |      |      |      |      |      | 0,1% |      |      |      |      |      |      |      |      | b.d. |      |
| 1998 |      | 0,2% |      |      |      |      |      | 1,1% | b.d. |      |      |      |      | b.d. |      |      |
| 1999 |      |      | 0,8% | 0,7% | 0,3% |      | 0,2% |      |      |      |      | b.d. | 1,4% |      |      | 0,2% |
| 2000 |      |      |      |      |      |      |      |      |      | 0,0% |      |      |      |      | 1,0% |      |
| 2001 | 0,2% |      | 0,9% |      |      | b.d. |      |      |      |      | 0,5% |      |      |      |      |      |
| 2002 |      |      |      |      |      |      |      | 0,8% |      |      |      |      |      | b.d. |      |      |
| 2003 |      | b.d. |      |      | b.d. |      | b.d. |      | b.d. |      |      |      |      |      |      |      |
| 2004 |      |      |      | b.d. |      | 0,3% |      |      |      |      |      | 4,0% | 9,2% |      |      | 1,6% |
| 2005 |      |      |      |      |      |      |      |      |      | 0,9% |      |      |      |      | 1,9% |      |
| 2006 | 0,7% |      | 2,6% |      |      |      |      | 7,3% |      |      | 1,2% |      |      | b.d. |      |      |
| 2007 |      |      |      |      | b.d. |      |      |      |      |      |      |      |      |      |      |      |
| 2008 |      | 1,2% |      |      |      | b.d. | 0,9% |      | 1,5% |      |      |      |      |      |      |      |
| 2009 |      |      |      | 2,5% |      |      | 0,9  |      |      |      |      | 1,5  | 5,6  |      | 0,9% | 4,3  |
|      | BW   | BY   | BE   | BR   | HB   | HH   | HE   | MV   | NI   | NW   | RP   | SL   | SN   | ST   | SH   | TH   |

|      | Dostali się do Landtagu                |
|      | Najsilniejsza opozycja poza Landtagiem |
| b.d. | nie startowali                         |

## Liderzy NPD
- Friedrich Thielen(inne języki) (1964–1967)
- Adolf von Thadden(inne języki) (1967–1971)
- Martin Mussgnug(inne języki) (1971–1990)
- Günter Deckert (1991–1996)
- Udo Voigt (1996–2011)
- Holger Apfel (2011–2013)
- Udo Pastörs (2013–2014)
- Frank Franz(inne języki) (2014–2024)
- Peter Schreiber (od 2024)